# Crepidium aschistum
Crepidium aschistum är en orkidéart som först beskrevs av Gunnar Seidenfaden, och fick sitt nu gällande namn av Dariusz Lucjan Szlachetko. Crepidium aschistum ingår i släktet Crepidium, och familjen orkidéer.
Artens utbredningsområde är Thailand. Inga underarter finns listade i Catalogue of Life.